# Santos Georgetown
El Santos FC es un equipo de fútbol de Guyana que actualmente se encuentra en la GFF Elite League.

## Historia
Fue fundado en el año 1964 en la capital Georgetown y su nombre, escudo y uniforme están inspirados en el Santos de Brasil, principalmente por ser el equipo donde jugaba Pelé.
Fue uno de los equipos fundadores de la GFF Superliga en 1990, ganando las dos primeras ediciones, y ganando un tercer título en el año 1999. El club descendió de la primera división en la temporada 2013/14 ganando solo un partido y perdiendo los 14 restantes, la última temporada en la que se jugó la liga.
El club decidió no participar en la recién creada GFF Elite League en 2015, pero ascendió a la temporada 2019 bajo la etapa de la eliminatoria de ascenso.

## Palmarés
- GFF Superliga: 3

1990, 1991/92, 1999
- Campeonato Regional de Georgetown: 2

1986, 1998/99

## Rivalidades
La principal rivalidad del club es con el Pele FC, equipo contra el que disputaron la única edición de la Brazilian Challenge Cup y que ganó el Pele FC.

## Jugadores

### Jugadores destacados
- Kester Jacobs
- William Europe
- Peter Parks